# Upplands runinskrifter 71
Upplands runinskrifter 71 är ett försvunnet vikingatida runstensfragment som funnits i Granby, Spånga socken och Stockholms kommun. Fragmentet hittades 1871 av Hjalmar Kempff men har sedan återigen förkommit.

## Inskriften
Translitterering av runraden:
[...- : rit(a) : -... ... : uasu : s...]
Normalisering till runsvenska:
... retta(?) ... ... uasu ...
Översättning till nusvenska:
... reste ...